# 戴珍珠耳環的少女
《戴珍珠耳環的少女》（荷蘭語：Het meisje met de parel），十七世紀荷蘭畫家楊·維梅爾的作品。畫作以少女戴著的珍珠耳環作為視角的焦點，現時畫作存放在海牙的毛里茨住宅中。
英国女作家特蕾西·雪佛兰欣赏《戴珍珠耳环的少女》真迹后得到灵感，寫下同名小说。

## 背景
基本上，對維梅爾本人或者他的作品，後人所知的都不多。畫作署名「IVMeer」，但沒有日期。沒有人知道這幅畫作的代理權誰屬，甚至不知道作者有沒有交付過代理權給任何人。近年有專家指出此畫作可能是一幅「tronie」，即17世紀的荷蘭流行的頭像，而這種頭像嚴格而言算不上是一幅畫作。於1994年的修復後，畫作精密的顏色運用及畫中少女對其觀察者的親密目光更被專家所留意。無論如何，這一幅畫都不只是普通的肖像畫。画家可能在嘗試捕捉這個女孩（身份不明，但一般相信是維梅爾的女兒瑪丽亞）對剛發現的某人回眸的樣子。
多年來維多利亞·德·斯圖爾斯（Victor de Stuers）一直試圖阻止維美爾作品被賣到國外。
於1881年，阿諾德斯·安德里斯·湯姆（Arnoldus Andries des Tombe）在海牙拍賣了這部作品。因為湯姆沒有繼承人，所以於1902年將這幅畫和其他畫作捐贈給毛里茨住宅。
这幅画现收藏于荷兰海牙市的莫瑞泰斯皇家美术馆（Mauritshuis）中。

## 相關作品
- 《戴珍珠耳環的少女（英语：Girl with a Pearl Earring (novel)）》，特蕾西·舍瓦利耶撰寫的一本同名英語小說，以此畫為創作靈感
- 《戴珍珠耳環的少女》，改編自以上小說的同名電影

## 外部連結
- In-depth view of the Girl with a Pearl Earring （页面存档备份，存于）
- An investigation into the illumination of Vermeer’s Girl with a Pearl Earring
- Vermeer, Girl with a Pearl Earring （页面存档备份，存于）, ColourLex